# 셸콥스카야

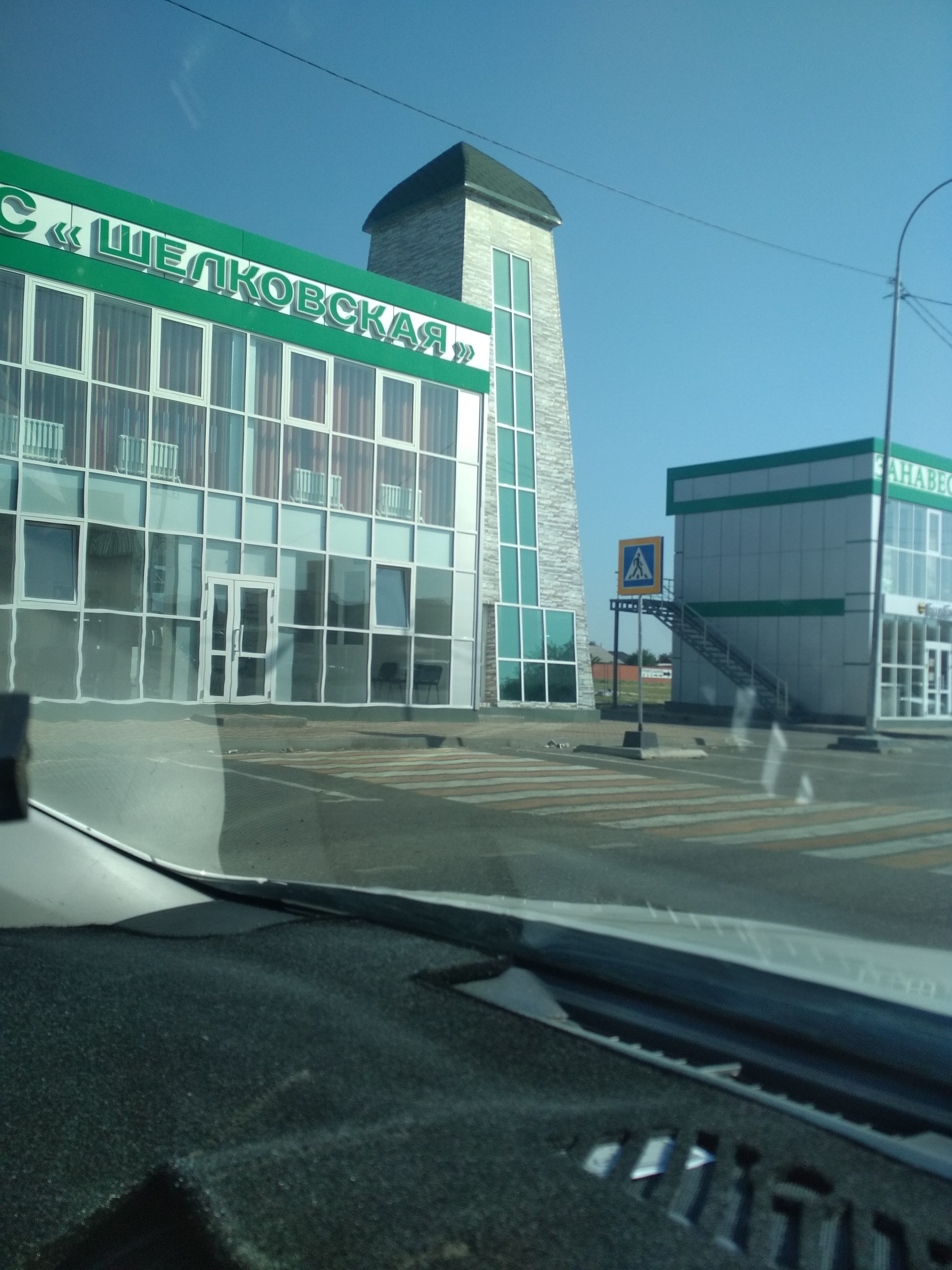
버스 터미널

셸콥스카야(Мохне,, 러시아어: Шелковская)는 체첸 공화국 셸콥스키 군의 중심지이다. 인구:  11,112 (2010년 인구 조사); 9,581 (2002년 인구 조사); 7,961 (1989년 인구 조사).